# 迦南主義
迦南主義（希伯來語：הכנענים）是一個於1939年在巴勒斯坦地區猶太人群體中發起的文化與意識形態運動，曾在1940年代達到了高峰，并對以色列文學、藝術、精神和政治思想的軌跡具有深厚影響。這一理論的支持者被稱作迦南主義者（希伯來語：כנענים）。該運動的原名稱作「青年希伯來聯盟大會」（הוועד לגיבוש הנוער העברי），而迦南主義實際上在當時一度具有貶義。
迦南主義的説法源于修正錫安主義。學者讓·庫扎爾（Ron Kuzar）指出，「其早期形式建立在歐洲極端右翼運動的基礎上，以意大利法西斯主義最爲顯著」——此處的意大利法西斯主義并非是具有濃厚反猶太色彩的德國法西斯主義。迦南主義運動的注冊成員從未超過20人，且其支持者中的多數也同時也參與了秉持猶太復國主義的軍事團體伊爾貢或萊希。儘管人數極少，時年迦南主義者卻以具有相當分量的知識分子與藝術家爲主，故該運動的影響力才能遠遠超過其實際規模。迦南主義者們認爲中東的多數地帶在古代都屬于同一個講希伯來語的文明社會，而他們正是希望復興曾經的古代文明、建立一個與現代猶太歷史脫離關係但也能容納阿拉伯人的希伯來國家。在他們眼中，「猶太世界」與「伊斯蘭世界」均是落後與古舊的概念；相反，其支持的運動「一方面表現出了對阿拉伯軍國主義與强權政治的微妙融合，而在另一方面又顯現了抛棄曾經之敵對態度而接納阿拉伯族裔的傾向」。

## 脚注
1. ↑  Kuzar 107, 12-13
2. 1 2  Kuzar 13
3. 1 2 3  Kuzar 12